# Đa phu thê
- Ở Eritrea, Ấn Độ, Philippines, Singapore và Sri Lanka Đa phu thê chỉ hợp pháp cho người Hồi giáo.
- Ở Nigeria và Nam Phi, đám cưới Đa phu thê theo luật lệ truyền thống cho người Hồi giáo thì hợp pháp và được công nhận.
- Ở Mauritius, Đa phu thê không được công nhận chính thức. Người đàn ông Hồi giáo có thể cưới tới 4 vợ, nhưng không được họp thức hóa.

Đa phu thê thì hợp pháp
Đa thê chỉ hợp pháp đối với một vài khu vực nhất định (chỉ Indonesia)
Đa thê chỉ hợp pháp đối với người Hồi giáo
Đa phu thê không hợp pháp, nhưng không bị trừng phạt
Đa phu thê không hợp pháp, và sẽ bị trừng phạt
Tình trạng pháp lý không rõ
- Ở Eritrea, Ấn Độ, Philippines, Singapore và Sri Lanka Đa phu thê chỉ hợp pháp cho người Hồi giáo.
- Ở Nigeria và Nam Phi, đám cưới Đa phu thê theo luật lệ truyền thống cho người Hồi giáo thì hợp pháp và được công nhận.
- Ở Mauritius, Đa phu thê không được công nhận chính thức. Người đàn ông Hồi giáo có thể cưới tới 4 vợ, nhưng không được họp thức hóa.

Đa phu thê hay phức hôn là hôn nhân với nhiều hơn một người phối ngẫu. Khi một người lấy nhiều hơn một vợ trong cùng một thời điểm sẽ được gọi là đa thê. Khi một người lấy nhiều hơn một chồng trong cùng một thời điểm sẽ được gọi là đa phu. Nếu hôn nhân gồm nhiều chồng và vợ sẽ được gọi là kết hôn nhóm.

## Sách
- Boserup, Ester (1997), "The economics of polygamy", trong Grinker, Roy Richard; Steiner, Christopher B. (biên tập), Perspectives on Africa: a reader in culture, history, and representation, Cambridge, Massachusetts: Blackwell, tr. 506–517, ISBN 9781557866868.
- Cairncross, John (1974). After Polygamy Was Made a Sin: The Social History of Christian Polygamy. London: Routledge & Kegan Paul.
- Chapman, Samuel A. (2001). Polygamy, Bigamy and Human Rights Law. Xlibris Corp. ISBN 1-4010-1244-2.
- Hillman, Eugene (1975). Polygamy Reconsidered: African Plural Marriage and the Christian Churches. New York: Orbis Books. ISBN 0-88344-391-0.
- Korotayev, Andrey (2004). World Religions and Social Evolution of the Old World Oikumene Civilizations: A Cross-cultural Perspective . Lewiston, New York: Edwin Mellen Press. ISBN 0-7734-6310-0.
- Van Wagoner, Richard S. (1992). Mormon Polygamy: A History (ấn bản thứ 2). Utah: Signature Books. ISBN 0-941214-79-6.
- Wilson, E. O. (2000). Sociobiology: The New Synthesis. Harvard Univ Pr. ISBN 0-674-00235-0.